# 江北ジャンクション

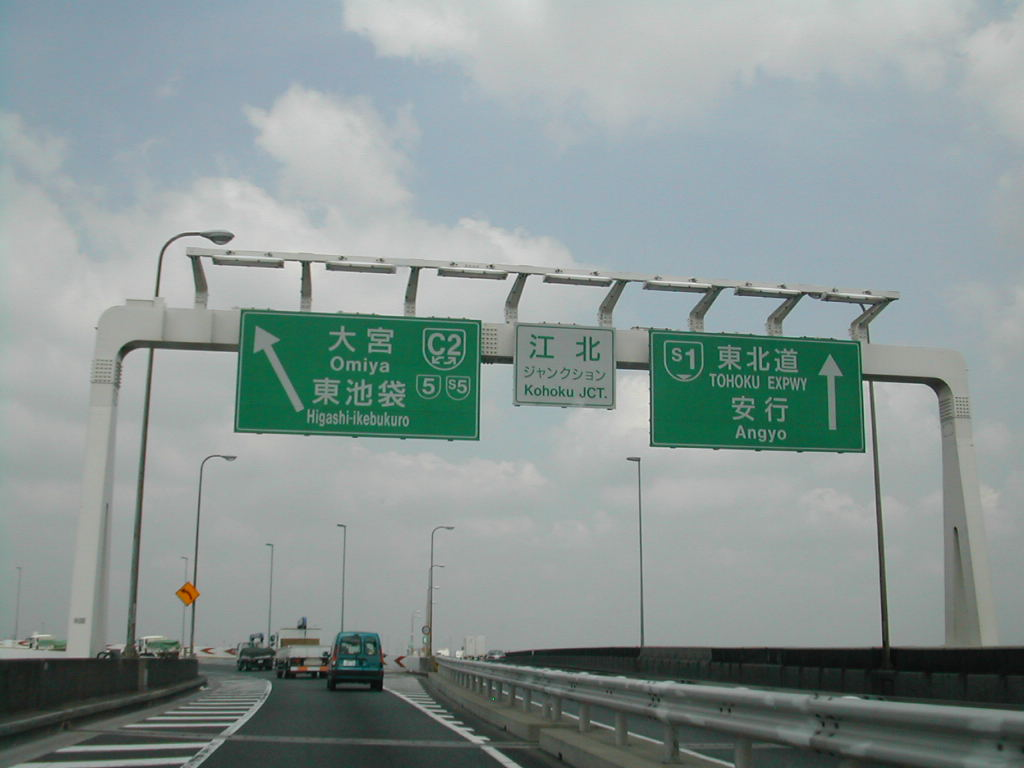
江北JCT（小菅方面より）。「江北ジャンクション」の表示が見えるが、この地点ではすでにガードレールで車線が区切られており、進路変更が不可能になっていることがわかる。

江北ジャンクション（こうほくジャンクション）は、東京都足立区江北にある首都高速中央環状線と首都高速川口線を結ぶジャンクションである。川口線の起点でもある。西側（王子方面）は荒川に架かる五色桜大橋に隣接する。

## 歴史
- 1987年（昭和62年）9月9日 : 千住新橋出入口 - 東北道浦和IC間開通に伴い、葛西方面と首都高速川口線のみ供用開始。
- 2002年（平成14年）12月25日：板橋JCT - 江北JCT間開通に伴い、王子方面供用開始。

## 連絡している路線
- 首都高速中央環状線
- 首都高速川口線

扇大橋出入口から当JCTを経由して中央環状線の板橋JCT方面を利用することは出来ない。

## 隣
首都高速中央環状線
(C34)王子北出入口 - 江北JCT - (C35)扇大橋出入口
首都高速川口線
江北JCT - (S01)鹿浜橋出入口